# Igreja Evangélica de Confissão Luterana no Brasil
A Igreja Evangélica de Confissão Luterana no Brasil (IECLB) é uma denominação protestante de base teológica luterana, a qual faz parte da Federação Luterana Mundial. A denominação tem origem na imigração alemã para o Brasil no século XIX. Tinha, em 2023, cerca de 614.555 membros, sendo a 11ª maior denominação protestante no Brasil. É a primeira igreja protestante instalada no Brasil após a promulgação da Constituição brasileira de 1824, que estabeleceu liberdade religiosa no país. A presidência é exercida pela pastora Sílvia Beatrice Genz. Sua sede localiza-se em Porto Alegre, no estado do Rio Grande do Sul. 

## História
A Igreja Evangélica de Confissão Luterana no Brasil (IECLB) surgiu como resultado da chegada de imigrantes europeus ao país no século XIX. Naquele período, diversos países da Europa enfrentavam sérias dificuldades econômicas, deixando milhares de pessoas sem perspectivas de futuro. A esperança de uma vida melhor motivou muitas famílias a migrarem para as Américas, tanto do Norte quanto do Sul.  Entre os imigrantes, destacam-se os alemães de tradição protestante, que estabeleceram duas comunidades pioneiras: uma em Nova Friburgo, no estado do Rio de Janeiro, em 3 de maio de 1824, e outra em São Leopoldo, no Rio Grande do Sul, em 25 de julho de 1824. Essas comunidades formaram a base para a fundação da IECLB. Apesar de 1824 ser considerado o marco inicial da instituição, registros indicam a presença de imigrantes antes disso, como o caso de um grupo proveniente da Suíça que chegou ao Brasil em 1819.
Até 1889, o artigo 5º da Constituição do Império do Brasil estabelecia: “A religião Católica Apostólica Romana continuará sendo a religião oficial do Império. As demais religiões serão toleradas apenas em cultos domésticos ou privados, realizados em locais específicos, sem qualquer característica externa de templo”.
Por conta dessa norma, as comunidades luteranas não tinham permissão para construir igrejas com torres, cruzes ou sinos. Além disso, enfrentavam algumas limitações na esfera civil. Casamentos realizados por evangélicos não eram reconhecidos oficialmente, e, em certos locais, havia obstáculos relacionados a sepultamentos. Imigrantes protestantes também não podiam participar da vida política. Foi nesse cenário que as primeiras comunidades evangélico-luteranas começaram a se organizar no Brasil.
O fluxo de imigrantes, principalmente vindos da Alemanha, aumentava constantemente. Muitos se fixaram nos estados do Rio Grande do Sul, Santa Catarina e Paraná, mas também houve grupos que se estabeleceram em São Paulo, Rio de Janeiro, Minas Gerais e Espírito Santo. À medida que novos grupos chegavam, novas comunidades iam sendo formadas. No Rio de Janeiro, então capital do Império, a primeira comunidade evangélica surgiu em 1827. Em Santa Catarina, as primeiras comunidades se estabeleceram em Blumenau (1850) e Dona Francisca, atual Joinville (1851).
Em 2004 a IECLB contava com 713.502 membros, distribuídos em 18 Sínodos, 413 paróquias, 1.770 comunidades, 1.162 Pontos de Pregação, 46 Escolas, 13 Ancionatos, 20 Hospitais e 12 Casas de Retiro, 577 pastores e pastoras, 34 diaconisas, 98 obreiros e obreiras diaconais e 135 catequistas. Possui organizações étnicas, como a Comunidade Escandinava, Comunidade Húngara, uma Congregação Japonesa e o Grupo de Negros da Escola Superior de Teologia. A IECLB é forte atuante na área diaconal, atividades ecumênicas e missões evangelísticas.

## Organização

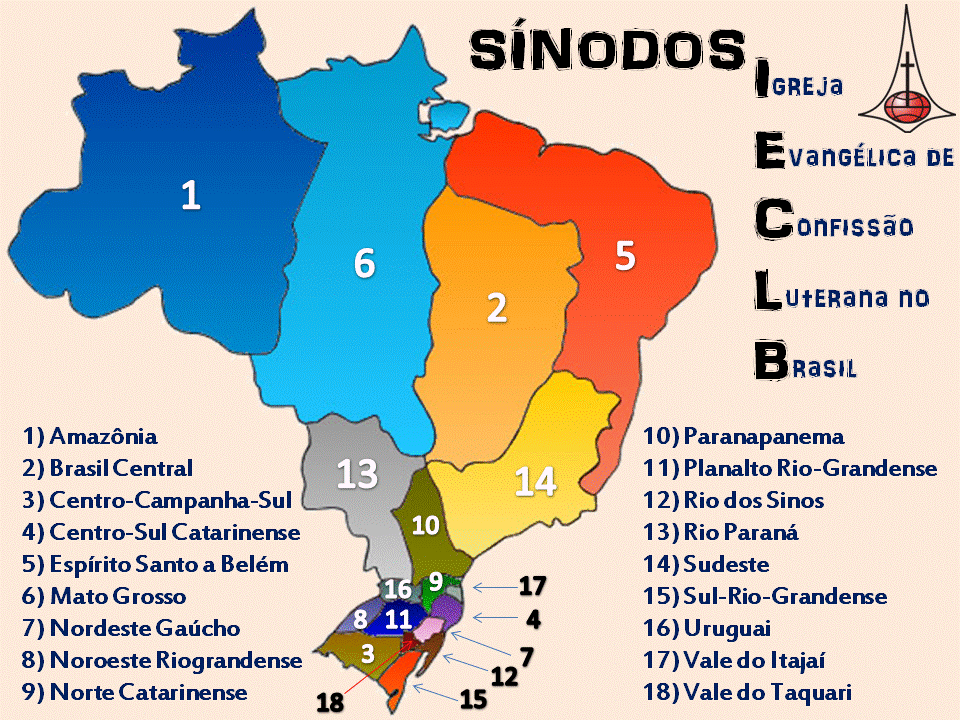
Sínodos da IECLB

Segundo a Constituição da IECLB a igreja organiza-se em comunidades, paróquias e sínodos. Em comum, são dirigidos pelo Concílio da Igreja, o Conselho da Igreja e a Presidência.

### Organização regional da IECLB
Atualmente, a IECLB divide-se administrativamente em sínodos:
- Sínodo da Amazônia
- Sínodo Brasil Central
- Sínodo Centro-Campanha-Sul
- Sínodo Centro-Sul Catarinense
- Sínodo Espírito Santo a Belém
- Sínodo Mato Grosso
- Sínodo Nordeste Gaúcho
- Sínodo Noroeste Riograndense
- Sínodo Norte Catarinense
- Sínodo Paranapanema
- Sínodo Planalto Rio-grandense
- Sínodo Rio dos Sinos
- Sínodo Rio Paraná
- Sínodo Sudeste
- Sínodo Sul-Rio-Grandense
- Sínodo Uruguai
- Sínodo Vale do Itajaí
- Sínodo Vale do Taquari

### Sínodos que precederam a IECLB[carecede fontes?]
- Sínodo Rio-Grandense (1886)
- Sínodo Evangélico Luterano de Santa Catarina, Paraná e outros Estados (1905)
- Sínodo Evangélico de Santa Catarina e Paraná (1911)
- Sínodo Evangélico do Brasil Central (1912/1913)

## Doutrina

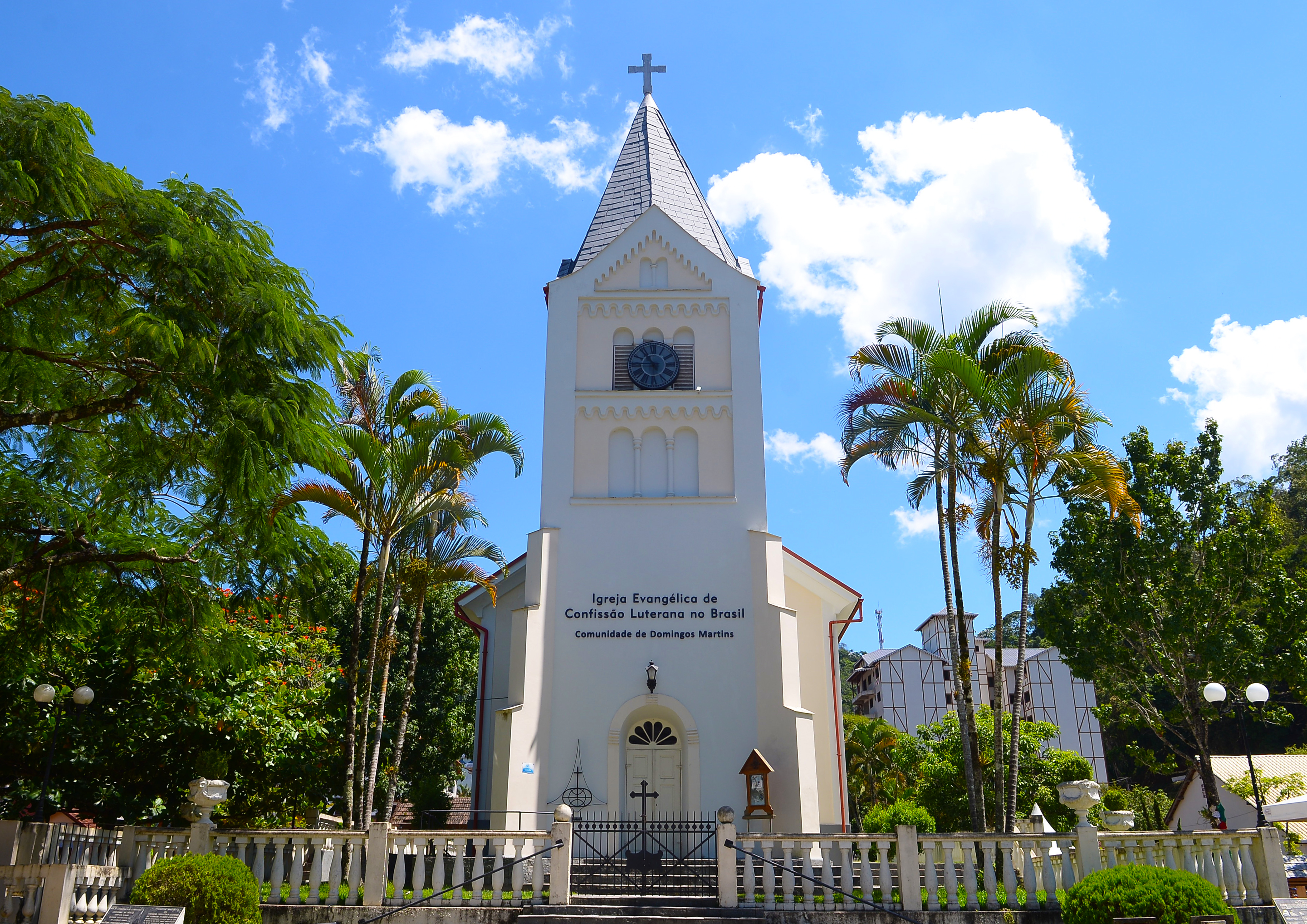
Templo da IECLB de Domingos Martins, é o mais antigo templo protestante ornado com uma torre no Brasil. A construção da torre foi inalgurada em 1887, o artigo 5º da constituição proibia que igrejas não católicas usassem símbolos religiosos e tivessem aparência externa de templo.

A IECLB tem por doutrina a base feita pelo reformador Martinho Lutero. Lutero pregava que a salvação vinha pela graça e pela fé, contrariando à ideia de salvação por obras. A igreja também utiliza os outros livros lançados por Lutero como uma base para o ensino de sua doutrina. O Catecismo Menor é ensinado a pessoas com um básico aprofundamento das principais teologias da Igreja. Um livro semelhante, porém maior e com aprofundamento mais detalhado é conhecido como Catecismo Maior, que é ensinado aos adultos. Além destes documentos, a IECLB também aceita como parte de seu ensino a Confissão de Augsburgo e o Livro de Concórdia. A IECLB crê em dois sacramentos, o Batismo e a Santa Ceia. São três os credos ecumênicos presentes na IECLB: o Credo Apostólico, o Credo Niceno-Constantinopolitano e o Credo Atanasiano. Em 1580, a Igreja Luterana incorporou os três credos em suas confissões, reunidas no Livro de Concórdia.

### Questões sociais
A igreja ordena mulheres ao ministério pastoral desde 1982. 
Conforme o site da IECLB, a denominação permite aos seus membros liberdade de opinião "sobre questões ético-morais (aborto, divórcio, anticoncepcionais, etc.) e comportamentais (comida, bebida, vestimenta, lazer, sexualidade, etc.)."
Em 2007, a denominação publicou documento intitulado "Matrimônio, Família e Sexualidade Humana", no qual declarou se empenhar "na defesa dos direitos humanos e da dignidade de todo ser humano sem distinção de gênero e orientação sexual". No mesmo documento, foi afirmado que relações sexuais entre pessoas do mesmo sexo ou entre pessoas de sexos distintos, mas não casadas, poderiam cumprir muitos objetivos e propósitos da sexualidade humana, razão pela qual a igreja deveria refletir nos elementos positivos de tais relações.
Em 2011, a denominação publicou o documento intitulado "Homoafetividade", no qual afirmou que há divergência de opinião entre seus membros sobre o tema. Todavia, declarou que "de modo algum devem as pessoas homossexuais ser discriminadas ou afastadas do convívio na comunidade de fé." O mesmo documento afirmou ainda que, "pessoas homossexuais, que vivem a sua condição sem causar escândalo, podem realizar um trabalho abençoado na comunidade, ao colocarem a serviço do Evangelho os dons que Deus lhes deu". Todavia, o documento não permitiu a celebração ou impetração de benção para casamentos entre pessoas do mesmo sexo.
O documento também diz que, no momento atual da Igreja, não há condições de uma pessoa homossexual praticante assumir o exercício público do ministério eclesiástico na IECLB.
Em 2020, Heilike Philippsen Mog, mulher trans, foi eleita para a Coordenação Sinodal Sudeste da IECLB.

## Demografia
| Ano  | Paróquias | Membros | Crescimento |
| ---- | --------- | ------- | ----------- |
| 1968 | -         | 643.917 | -           |
| 1978 | -         | 736.901 | 14,44%      |
| 2002 | -         | 712.316 | -3,33%      |
| 2010 | -         | 700.000 | -2,22%      |
| 2012 | -         | 671.389 | -4,08%      |
| 2014 | 481       | 666.309 | -0,75%      |
| 2016 | 483       | 643.693 | -3,39%      |
| 2018 | -         | 587.175 | -8,79%      |
| 2020 | -         | 628.557 | +7,04%      |
| 2023 | -         | 614.555 | -2,23%      |

Conforme estatísticas da denominação, seu número de membros esteve em declínio entre 2002 e 2018. Em 2020, a denominação relatou crescimento, pela primeira vez desde que voltou a divulgar estatísticas.
As maiores causas do declínio de membros, conforme a própria denominação foram o ingresso em outras denominação e emigração. Todavia, conforme estudo realizado em 2004, a queda de natalidade e da taxa de batismo também foram causas do declínio.

### Perfil dos membros

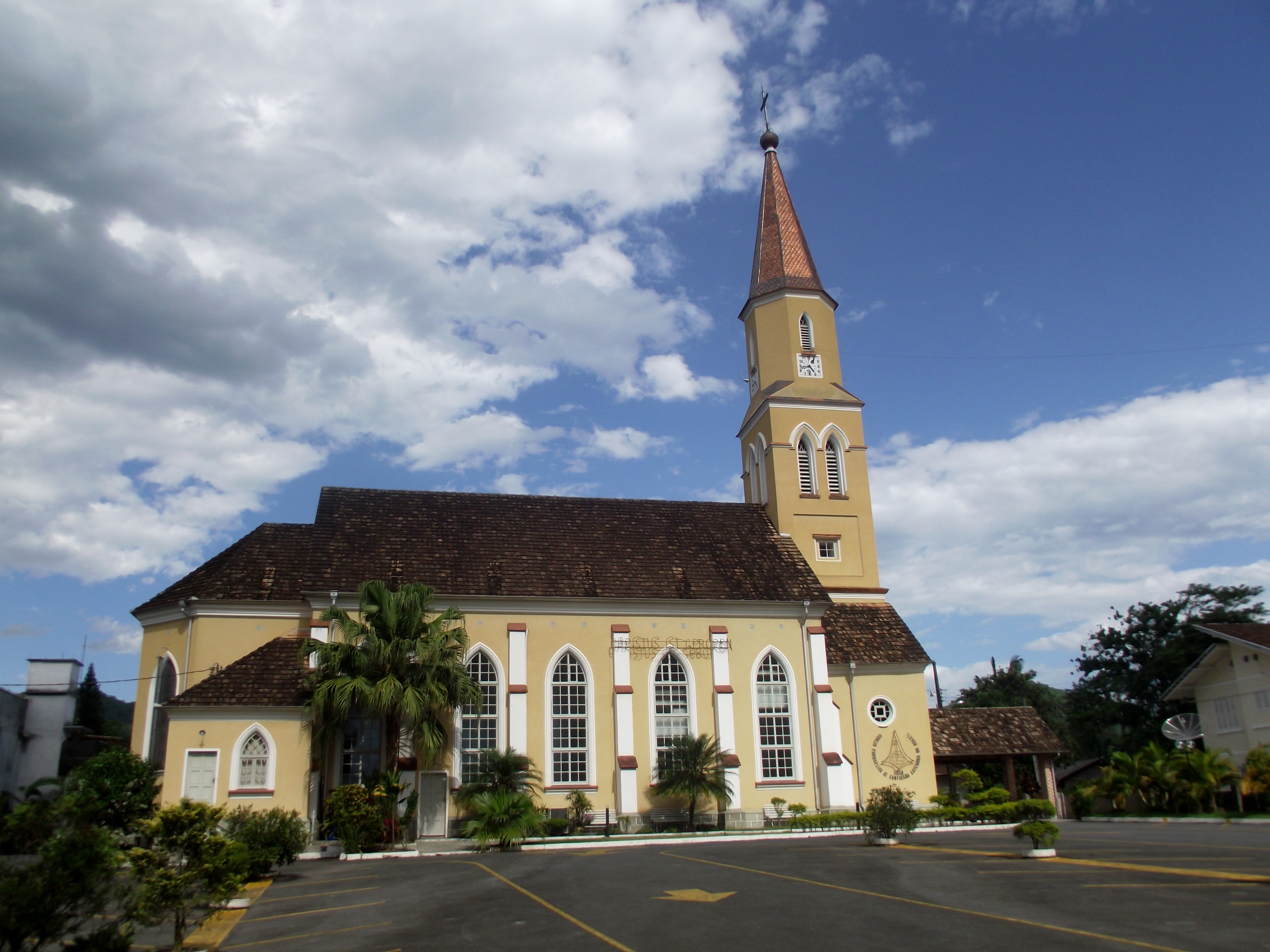
Templo da IECLB em Pomerode, SC. Devido à origem da denominação, a maioria das igrejas foram projetadas seguindo os padrões arquitetônicos alemães.

Segundo dados do Censo realizado pelo Instituto Brasileiro de Geografia e Estatística em 2010, 51,73% da população luterana era de mulheres e 48,27% eram homens. 68,66% do luteranos residiam no meio urbano e 31,332% no meio rural. 90,51% dos luteranos eram brancos, 7,71% eram pardos , 1,32% negros, 0,31% amarelos e 0,14% indígenas. Assim sendo, a população luterana tem o percentual de brancos 43% maior que a média nacional, enquanto todos os demais grupos étnicos são menos representados entre os luteranos. A uniformidade étnica do grupo religioso deve-se sobretudo a origem dos seus membros, sendo a maioria descendentes de imigrantes alemães, concentrado a Região Sul do Brasil.
Nos demais assuntos o Censo agrupou os luteranos com os demais protestantes históricos. No quesito sobre escolaridade, 14,61% do protestantes históricos tinham nível superior completo, acima da média nacional de 11,26%, da média dos católicos romanos, pentecostais, evangélicos sem denominação e pessoas sem religião.
Na renda nominal mensal, 3,12% dos protestantes históricos tinham a renda superior a 10 salários mínimos, número superior a média nacional de 3%, da média dos católicos romanos, pentecostais e evangélicos sem denominação.
Não existem pesquisas específicas sobre a renda da população luterana na Brasil, mas nos Estados Unidos, conforme estudo do Pew Research Center, as duas maiores denominações luteranas naquele país (Igreja Evangélica Luterana na América e Igreja Luterana - Sínodo de Missouri) estavam entre a população com maior renda per capita, quando a pesquisa foi realizada em 2016. Além disso é um dos grupos religiosos com maior escolaridade no país.

## Juventude da IECLB
A IECLB organiza seu trabalho com jovens através da formação de grupos cujos objetivos são o aprofundamento bíblico-teológico, a comunhão cristã e vivência da fé. Em 2004 havia mais de 700 grupos de jovens, sendo que o número de membros jovens da IECLB (14-25 anos) era de 122 mil. Os 18 sínodos da IECLB e outras entidades paraeclesiásticas (Movimentos internos da IECLB e ONGs principalmente) desenvolvem atividades para os grupos,como acampamentos, congressos, encontrões, retiros, olimpíadas, eventos culturais e musicais.
A Juventude Evangélica da IECLB se organiza com um Conselho Nacional da Juventude Evangélica (CONAJE), Coordenações Sinodais (COSIJE) e grupos de comunidades e paróquias.  A cada dois anos acontece o Congresso Nacional na JE (CONGRENAJE). O CONAJE tem promovido intercâmbios internacionais, tendo como parceiras as igreja luteranas da Baviera (Alemanha), Evangelical Lutheran Church in America, Noruega, Suécia, Austrália e IERP (ConeSul).

## Diaconia
Na IECLB existem duas comunhões: a comunhão das diaconisas, que formam a Irmandade Evangélica Luterana, e a Comunhão Diaconal, mais conhecida por COD.

### Irmandade Diaconal
Nos meados da década de trinta, surge a necessidade de criar uma casa de formação diaconal brasileira. Em 1938, no congresso da Ordem Auxiliadora de Senhoras Evangélicas do Sínodo Riograndense, ocorrido em Santa Cruz do Sul,  foi decidido fundar a Casa Matriz de Diaconisas, em São Leopoldo, RS. Dessa forma, no dia 17 de maio de 1939 foi dado início a formação diaconal nessa instituição. Para essas jovens abriu a possibilidade de exercerem uma profissão e, ao mesmo tempo, uma chance de ocuparem um ministério eclesiástico. Elas foram chamadas de diaconisas, mas, por formarem irmandades, também se tornaram conhecidas como irmãs.

### Comunhão de Diaconal - COD
A fundação da segunda comunhão diaconal brasileira aconteceu no dia 31 de outubro de 1976, na Associação Diacônica Luterana (ADL), quando ex-alunas do Seminário Bíblico-Diaconal se uniram com ex-alunos e ex-alunas da ADL, na Comunhão de Obreiros e Obreiras Diaconais, hoje denominado Comunhão Diaconal.

### Rede de Diaconia
A Rede de Diaconia é uma proposta de articulação das instituições diaconais da IECLB, com foco no fortalecimento da atuação, formação, incidência pública e sustentabilidade. Coordenada pela Fundação Luterana de Diaconia (FLD), em parceria com a Secretaria Geral da IECLB, a Rede de Diaconia recebe apoio da Federação Luterana Mundial e de Pão para o Mundo. A Rede de Diaconia é um espaço de construção da identidade coletiva das instituições diaconais da IECLB, por meio da articulação, da parceria na caminhada, da partilha de experiências e da maior proximidade com as comunidades.

### CAPA - Centro de Apoio e Promoção da Agroecologia
É uma organização da sociedade civil, vinculada à IECLB, com atuação nos três estados do Rio Grande do Sul, Santa Catarina e Paraná. Criado em 1978, iniciou suas atividades em 15 de junho de 1979, na cidade de Santa Rosa (RS), com o nome de Centro de Aconselhamento ao Pequeno Agricultor.
O CAPA nasceu no momento em que agricultoras e agricultores familiares eram expulsas e expulsos do campo, pelo modelo de desenvolvimento chamado “Revolução Verde” – um pacote de modernização baseada na produção agrícola em grande escala, no uso intensivo de agrotóxicos e na mecanização, rompendo com a lógica da agricultura familiar. Já ali, a proposta do CAPA se fundamentava na disseminação de práticas econômica e ecologicamente sustentáveis, entre famílias produtoras rurais, oferecendo alternativas para a permanência no campo.

## Movimentos e Pastorais
Na IECLB, encontram-se ativos vários movimentos, com diversas ênfases de trabalho:

### Missão Evangélica União Cristã
A Missão Evangélica União Cristã (MEUC) é uma entidade missionária evangélica que se reconhece na tradição da reforma e do pietismo, inserida no contexto da IECLB, com atividades realizadas em diversas cidades do Brasil. O trabalho da MEUC é desenvolvido por meio de diversas comunidades cristãs, departamentos com foco específico, através de trabalhos sócio-missionários, do ensino e formação teológica.
A MEUC tem suas origens a partir dos três primeiros missionários alemães, que chegaram ao Brasil em 1927, 1931 e 1936, que por quase três décadas atuaram em Santa Catarina e iniciam os trabalhos no Rio Grande do Sul. Os primeiros missionários brasileiros foram instalados na segunda metade da década de 1950. A escola bíblica da Missão, fundada em 1956, deu origem em 2000 à FLT – Faculdade Luterana de Teologia, credenciada como Instituição de Ensino Superior.

### Movimento Encontrão
O Encontrão é um movimento de renovação e despertamento espiritual da IECLB, através da evangelização, discipulado e capacitação. A partir de 1955 começaram a chegar ao Paraná e Rio Grande do Sul vários pastores pietistas e missionários luteranos do evangelicalismo dos Estados Unidos e Canadá. Em 1965, chega a Novo Hamburgo o missionário estadunidense John Aamot, e a partir de sua pregação muitos jovens luteranos decidiram formar um movimento que aplicasse a lei do amor, a comunhão e a evangelização de todas as pessoas. Assim nasceu o Movimento Encontrão dentro da IECLB.
O despertamento transcendeu as comunidades, agregando leigos, pastores e estudantes de teologia também de outras origens a este movimento que se reunia informal e espontaneamente. Logo se viu a importância de juntar as pessoas das mais diversas localidades e comunidades para celebrarem os feitos de Deus em suas vidas e juntos buscar por novas estratégias a fim de que isto se espalhasse com maior força por todos os rincões do nosso país. Grandes encontros reuniam estas pessoas e nascia assim o Movimento Encontrão. Os Encontrões foram multiplicando-se e em 1985 aconteceu o primeiro Encontrão Nacional, que passou a se repetir a cada quatro anos.
No final da década 1980, insatisfeitos com os rumos da educação teológica convencional na IECLB, resolveu-se investir em um centro de formação. Assim, no início dos anos 90 foi fundado o CPM (Centro de Pastoral e Missão) em Curitiba que hoje é Centro de Pastoreio e Missão, nome da casa do Movimento Encontrão. Ela abriga a FATEV (Faculdade de Teologia Evangélica em Curitiba), a secretaria da Missão Zero e os Ministérios.

### Missão Zero
A Missão Zero é uma organização missionária da IECLB, nascida dentro do Movimento Encontrão, o qual organiza, desde 2001, projetos missionários no Meio-Norte e no Sertão Nordestino.
A Missão Zero teve seus primeiros projetos na década de 1990 no oeste de São Paulo e leste do Mato Grosso do Sul. Seu primeiro projeto foi em Três Lagoas, tendo sequência nas cidades de Araçatuba, Andradina, Birigui, Castilho, Santa Fé do Sul e São José do Rio Preto, no oeste do estado de São Paulo, embora nem todos os projetos tenham prevalecido. Em 2007 também foi criado um projeto em Butiá.

### Pastoral Popular Luterana - PPL
A Pastoral Popular Luterana (PPL), formada a partir da atuação de membros, lideranças e ministros/as vinculados à IECLB, entre o final da década de 1970 e início da década de 1980, em algumas comunidades do sul do Brasil, espalhando-se depois por vários estados. Seus participantes inicialmente eram somente clérigos, mas logo de início, em torno de 1984, contou com a participação de leigos engajados em lutas sociais. Conforme consta em ata do seminário da Pastoral Popular Luterana ocorrida em Palmitos no ano de 1990, a sigla PPL teve origem numa reunião ocorrida em Esteio/RS, sendo seu principal objetivo “motivar as pessoas para um trabalho popular”.
Também consta nesta ata que uma das importantes características da PPL é ser ecumênica e  somar forças nas ações concretas com grupos e movimentos sociais organizados.
A PPL aparece nos momentos finais de uma violenta etapa da história brasileira, em que o país viveu sob a ditadura militar, gerando repressão, opressão, violência e desigualdade. Por isto é extremamente significativo entender como a PPL, um movimento eclesial com opções de esquerda, conseguiu ir se estabelecendo numa igreja minoritária e historicamente vinculada à imigrantes alemães. Em oposição à experiência da ditadura, a PPL sempre deu muito valor à formação, organização e protagonismo popular, a partir de uma visão de fé motivado pela Teologia da Libertação e pela confessionalidade luterana, e de testemunho evangélico das comunidades lá na sua base. Foi o exercício da missão profética de denúncia e anúncio em vista do Evangelho de Jesus Cristo.

## Comunicações
A IECLB realiza transmissões de rádio através da Rede União FM que, diferente de outras fundações evangélicas, propõe-se a levar programação de música ambiente, adulto-contemporânea e de MPB, intercalado com notícias e frases de reflexão, além dos cultos luteranos. Em Blumenau, uma União FM foi afiliada a Rede Antena 1 de 2004 até 2016. Em Novo Hamburgo, a União FM é a primeira emissora FM, e também a primeira a irradiar em FM estéreo, na região do Vale do Sinos, inaugurada em 1980.

## Centros de formações

### Faculdades EST
A necessidade de formação teológica para os luteranos no sul do Brasil era percebida desde seus primórdios. Em 1921 foi criado um curso de formação humanística de ensino médio que se tornou, a partir de 1931, o Instituto Pré-Teológico - com sede no Morro do Espelho, São Leopoldo. Nesse Instituto, em 1940, iniciou-se um "curso teológico propedêutico", que foi interrompido em 1942, com a declaração de guerra à Alemanha pelo Brasil.
Após o fim da Segunda Guerra Mundial, fundou-se o primeiro curso oficial de Teologia da IECLB, a Escola de Teologia, em 26 de março de 1946. Até então pertencente ao Sínodo Rio-Grandense, a Faculdade de Teologia passou a ser, a partir de 1958, uma instituição da Federação Sinodal (hoje, IECLB), com abrangência nacional. Nessas primeiras décadas, o corpo docente da Faculdade era constituído, em sua maioria, por docentes provenientes da Alemanha. A partir de 1968, no entanto, o processo de abrasileiramento foi acelerado.
Em 1984, a Faculdade de Teologia passou a constituir a Escola Superior de Teologia (EST). A EST surgiu abrigando cinco institutos: Faculdade de Teologia, Instituto de Pós-Graduação e Pesquisa (atual Programa de Pós-Graduação em Teologia), Instituto de Educação Cristã, Instituto de Capacitação Teológica Especial e Instituto de Pastoral. Posteriormente, foram criados o Instituto de Música e o Instituto de Formação Diaconal, a Escola Sinodal de Educação Profissional (ESEP) e o Instituto Superior de Música de São Leopoldo (ISMSL).
O conjunto de atividades desenvolvidas por esses diferentes institutos ao longo dos anos fez com que a EST passasse a ser uma instituição que atua em diferentes níveis: graduação, pós-graduação, extensão e técnico. O Regimento Geral, aprovado em 2002, substituiu os antigos institutos por pró-reitorias, permanecendo a ESEP e o ISMSL.
Em 2007, o regimento geral foi reformulado, visando integrar o IEPG, a ESEP, o ISM e a EST numa única instituição de ensino superior, sob a marca Faculdades EST, com seus respectivos cursos, mais o curso de Educação Cristã, que acontecia na Escola Evangélica de Ivoti, e o curso de diaconia, que era ofertado na Associação Diacônica Luterana.

### Faculdade Luterana de Teologia - FLT
A Faculdade Luterana de Teologia surgiu a partir da Missão Evangélica União Cristã, quando seus missionários pioneiros assumiram a tarefa de preparar leigos para o trabalho missionário, capacitando-os para desenvolverem estudos bíblicos, conferências bíblicas e retiros. Começaram a ser organizados cursos com o objetivo de capacitar leigos para o serviço cristão. Tais cursos tinham como meta a criação de uma escola bíblica, que realizou suas atividades de 1960 a 1977. Em 1986 a Escola Bíblica foi reaberta, sob o nome de Instituto Bíblico Mato Preto. Em 1988 foi criado o CETEOL - Centro de Ensino Teológico, hoje FLT, uma Instituição de Ensino Superior, de confissão luterana, sem fins lucrativos, com sede em São Bento do Sul.

### Faculdade de Teologia Evangélica - FATEV
Na década de 1980 surgem movimentos na IECLB perguntando por novos modelos de formação teológica. A preocupação estava em diversificar a representação teológica na Igreja bem como buscar por uma teologia e uma liderança mais focada no contexto brasileiro e seus desafios. A forte migração da população brasileira para os centros urbanos atingiu fortemente também a IECLB. Assim, com uma proposta de formação de lideranças capacitada a lidar com os desafios da missão urbana surge a Faculdade de Teologia Evangélica em Curitiba.